# Kościół św. Michała Archanioła w Brodowych Łąkach
Kościół św. Michała Archanioła w Brodowych Łąkach – rzymskokatolicki kościół parafialny należący do dekanatu Chorzele oraz diecezji łomżyńskiej.

## Historia
W 1724 na terenie parafii Zaręby po raz pierwszy notowano drewnianą kaplicę filialną pw. św. Michała Archanioła w Brodowych Łąkach. W co trzecią niedzielę miesiąca organizowano tu nabożeństwa. 23 września 1778 biskup płocki Michał Jerzy Poniatowski wydał w Pułtusku akt erygowania parafii Baranowo. Włączył do niej m.in. wieś Brodowe Łąki wraz z istniejącą tu kaplicą. W 1864 biskup płocki Wincenty Teofil Popiel erygował parafię w Brodowych Łąkach.
Wedle informacji na stronie parafii i tablicy przed kościołem obecna świątynia została postawiona na miejscu starej kaplicy. Wierni zbudowali ją w tajemnicy przed władzami carskimi. Brak stałego proboszcza sprawił, że nikt nie poniósł kary za postawienie świątyni bez pozwolenia. Budowę ukończono w 1884. Wówczas poświęcono świątynię. Wątpliwości co do datacji kościoła wzbudzają zdobione kowalskimi ćwiekami drzwi do zakrystii, na których wykuto datę 1868.
W czasie I wojny światowej kościół został uszkodzony. Zginęły również niektóre utensylia, zniszczono organy.

## Architektura i wyposażenie
Orientowany i jednonawowy kościół jest zlokalizowany w centrum wsi. Krokwiowo-jętkowa więźba dachowa oparta jest na krokwiach usztywnionych krzyżulcami. Kościół na cementowej podmurówce zbudowano na planie krzyża łacińskiego z nawą główną i transeptem tej samej wysokości. Do zamkniętego trójbocznie prezbiterium dobudowano niższe od niego dwa aneksy pełniące funkcję zakrystii. Jednokalenicowy dach jest dwuspadowy nad transeptem i prezbiterium, nad aneksami bocznymi dwupołaciowy. Na dachu, na skrzyżowaniu nawy z transeptem, znajduje się czworoboczna wieża (sygnaturka) w kształcie tempietta na podstawie przeprutej otworami.
Frontowa elewacja zachodnia jest symetryczna. Zamontowano w niej drewniane dwuskrzydłowe drzwi obite listwami z motywem rombów. Nad drzwiami widoczne są dwa prostokątne okna, powyżej okap. W szczycie zamontowano małe trójkątne okna. Na froncie kościoła w 2018 zawieszono drewniany ludowy krucyfiks z figurą Jezusa. Transept po obu stronach zamknięty trójbocznie z oknem. W aneksach zamontowano po jednym prostokątnym oknie. Do aneksów prowadzą oddzielne zewnętrzne i wewnętrzne wejścia z prezbiterium. W prezbiterium trzy okna: dwa większe, jedno mniejsze.
Po obu stronach transeptu znajdują się kaplice z ołtarzami bocznymi. Kaplice są otwarte na nawę główną za pomocą drewnianych arkad. Na chór muzyczny prowadzą drewniane schody. Chór postawiono na podciągu z drewnianej belki, którą osadzono w ścianach i podparto dwoma słupami. Chór jest balkonowy. Prospekt organowy malowany w kwiaty i anioły. Instrument datowany jest na 1906, o czym informuje inskrypcja. Organy wykonano w fabryce instrumentów kościelnych w Warszawie, należącej do Józefa Szymańskiego i jego syna Antoniego.
W kościele ustawiono drewniane ławki z oparciami. Wnętrze z wyposażeniem w stylistyce neobarokowej, utrzymane w piaskowo-orzechowej kolorystyce, pochodzi z II połowy XIX wieku. Prezbiterium wyłożono drewnianą boazerią. W ołtarzu głównym z przełomu XIX i XX wieku znajduje się obraz Matki Bożej Częstochowskiej na drewnianym podłożu pokryty złocono-srebrzoną sukienką. Obraz maryjny zasłania obraz św. Michała Archanioła. Przedstawienie patrona parafii jest pokazywane od poniedziałku do soboty podczas mszy, zaś w niedzielę od porannej mszy do sumy. Nad ołtarzem głównym zawieszono obraz Trójcy Świętej. W zwieńczeniu ołtarza widać Oko Opatrzności w nimbie i złocone rzeźby aniołów. Po obu stronach obrazu w ołtarzu głównym stoją figury: po prawej św. Piotra, po lewej św. Pawła. W ścianach bocznych prezbiterium zawieszono dwa wielkogabarytowe obrazy: na stronie lekcji przedstawiony jest Chrystus obmywający nogi apostołom, na stronie ewangelii Chrystus z niewiernym Tomaszem i apostołami. W lewym ołtarzu bocznym jest ilustracja Przemienienia Pańskiego, powyżej obraz Matki Boskiej Częstochowskiej sygnowany Makowiecki 1927. Przed ołtarzem stoi obraz Miłosierdzia Bożego. W prawym ołtarzu bocznym zamieszczono obraz św. Walentego z epileptykiem, powyżej przedstawienie Chrystusa Króla. Przed ołtarzem ustawiono figurę Matki Bożej Fatimskiej. Oba ołtarze boczne pochodzą z końca XIX wieku, podobnie jak neobarokowe ambona i chrzcielnica. Na ścianach nawy głównej znajdują się drewniane stacje drogi krzyżowej w formie malowanych obrazów, które zawieszono w miejsce starych oleodruków.
Kubatura kościoła to 3360,4 m³, powierzchnia użytkowa wynosi 541,5 m². Kościół nawiązuje rozplanowaniem do innych kościołów na Kurpiach, ale jest pozbawiony wież w fasadzie, które występują np. w Turośli, Lemanie, Łysych i Dąbrówce. To sprawia, że reprezentuje inny typ właściwy tylko sobie, ale analogiczny do kościołów mazowieckich, np. w Waliszewie. Brodowski kościół jest jedną z największych sakralnych budowli na Mazowszu oraz jednym z pięciu kościołów transeptowych na Kurpiach Zielonych. Jest częścią architektonicznego szlaku Drewniane Skarby Mazowsza. Przed kościołem, obok dzwonnicy, zainstalowano tablicę informacyjną szlaku z historią i opisem architektonicznym świątyni. Kościół jest wpisany do rejestru zabytków.
W latach 1995–2000 wnętrza kościoła i elewacja zewnętrzna zostały poddane renowacji. Kolejne prace prowadzono w latach 2006–2009 i 2013–2016. Wymieniono instalację elektryczną, nagłośnienie, pomalowano dach, wyremontowano wieżę, podniesiono grunt, zmieniono podwaliny. Wokół kościoła wyłożono chodnik z kostki brukowej, postawiono kamienne ogrodzenie z kutą kowalską bramą zdobioną motywem roślinnym. Konserwacji poddano ołtarz główny i boczne, prospekt organowy oraz wszystkie obrazy i figury. W ołtarzu głównym zamiast mechanizmu korbowego zamontowano mechanizm elektryczny. Podczas odsłaniania obrazu gra muzyka, a ołtarz jest podświetlany na różne kolory w zależności od okresu liturgicznego i okazji. Przywrócono obejście ołtarza z łukowatymi otworami wejściowymi. Renowacji poddano mównicę i chrzcielnicę. Po lewej stronie ołtarza głównego odsłonięto napis Altare privilegiatum i perpetuum (Ołtarz uprzywilejowany wieczyście).

## Galeria

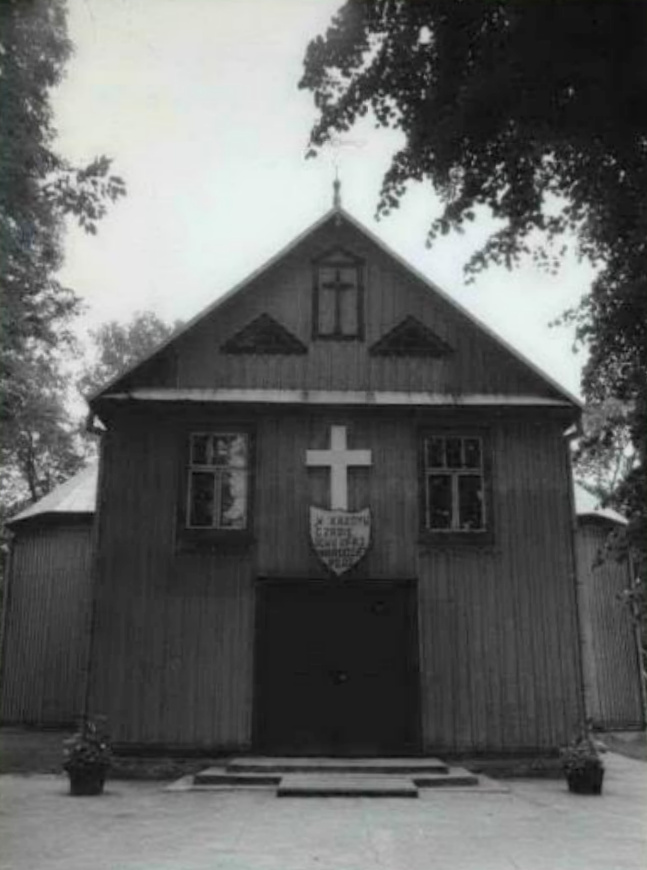
Fasada kościoła (1984)
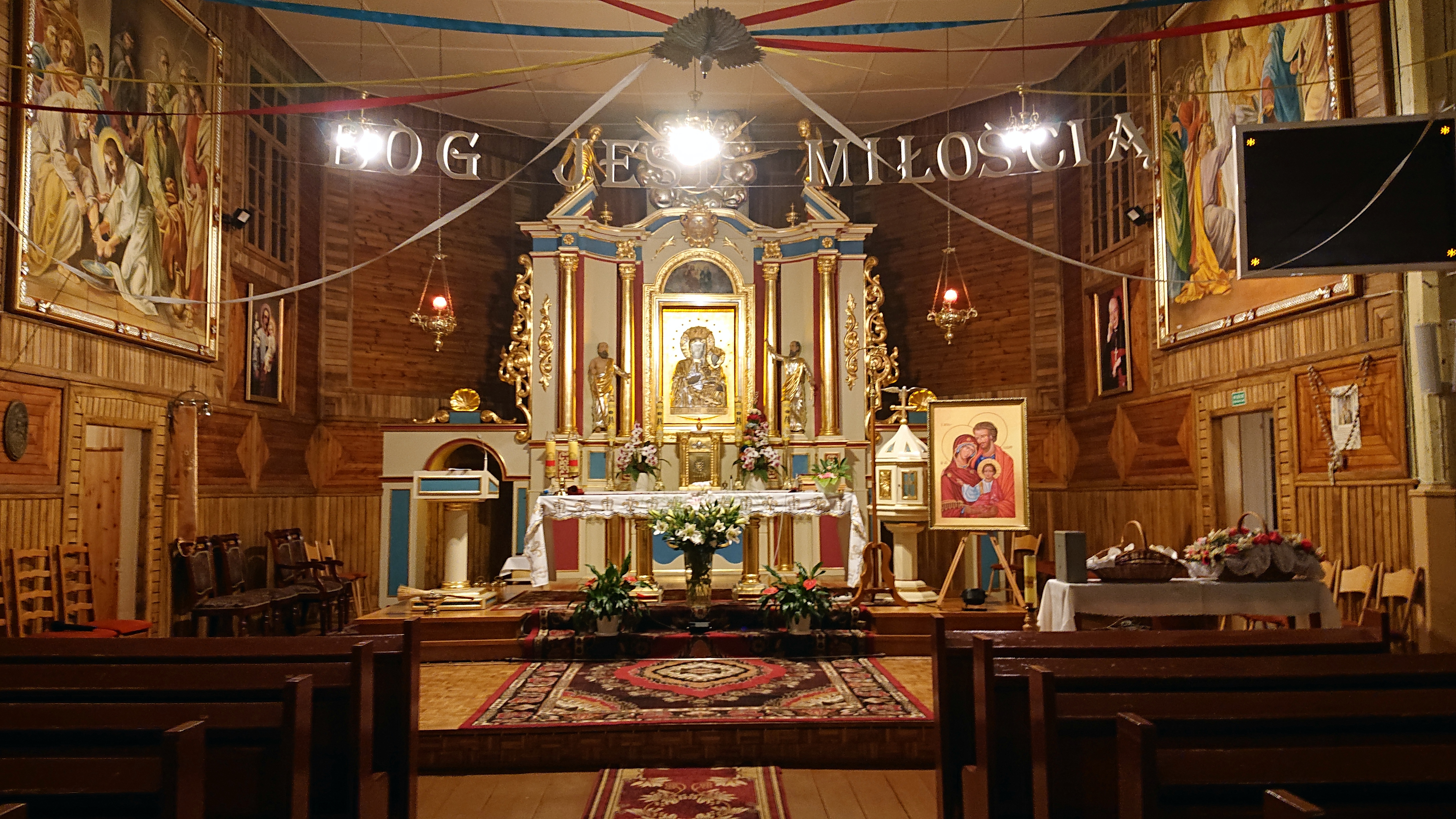
Ołtarz główny
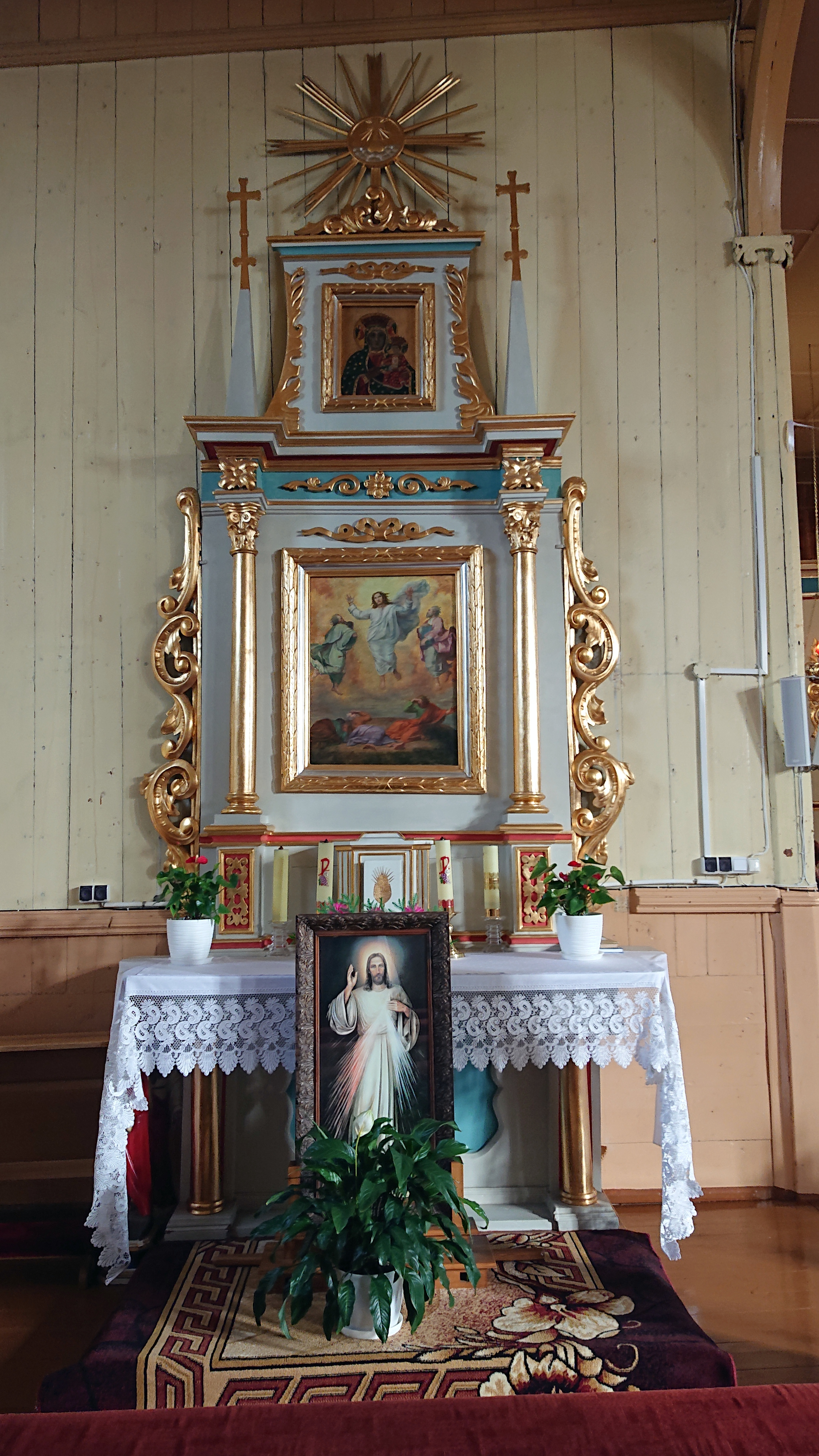
Ołtarz boczny Przemienienia Pańskiego
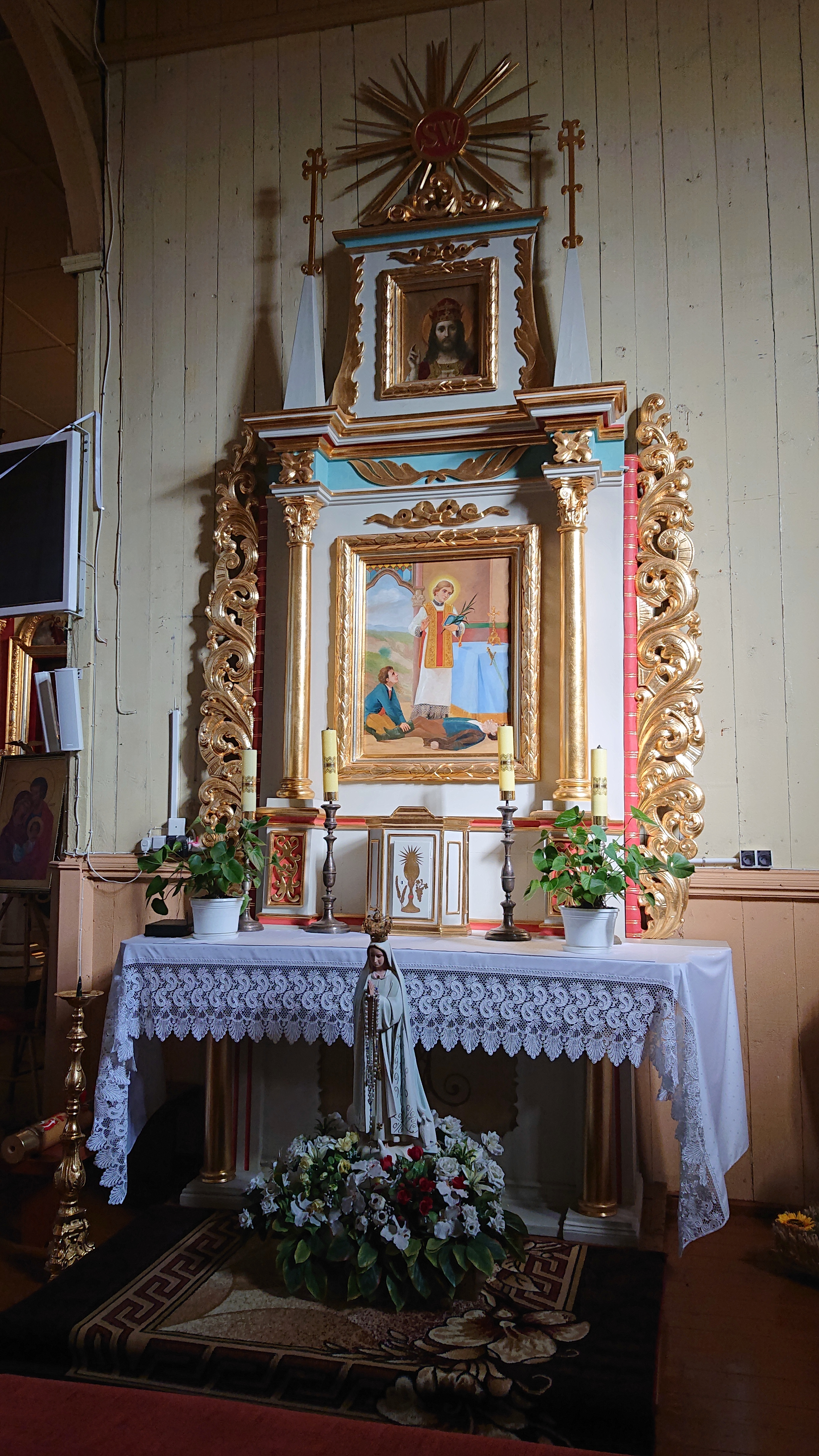
Ołtarz boczny św. Walentego
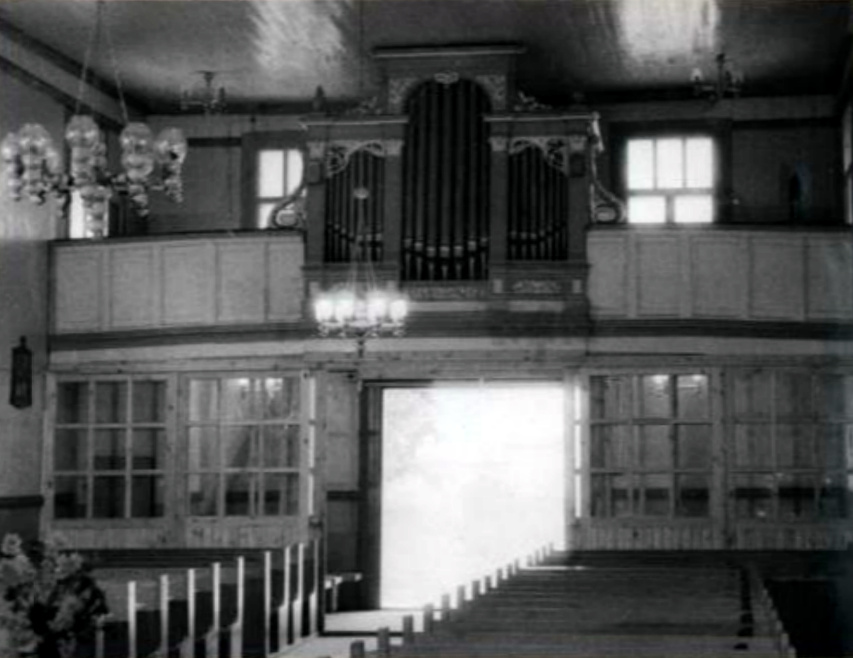
Widok na chór muzyczny i kruchtę (1984)
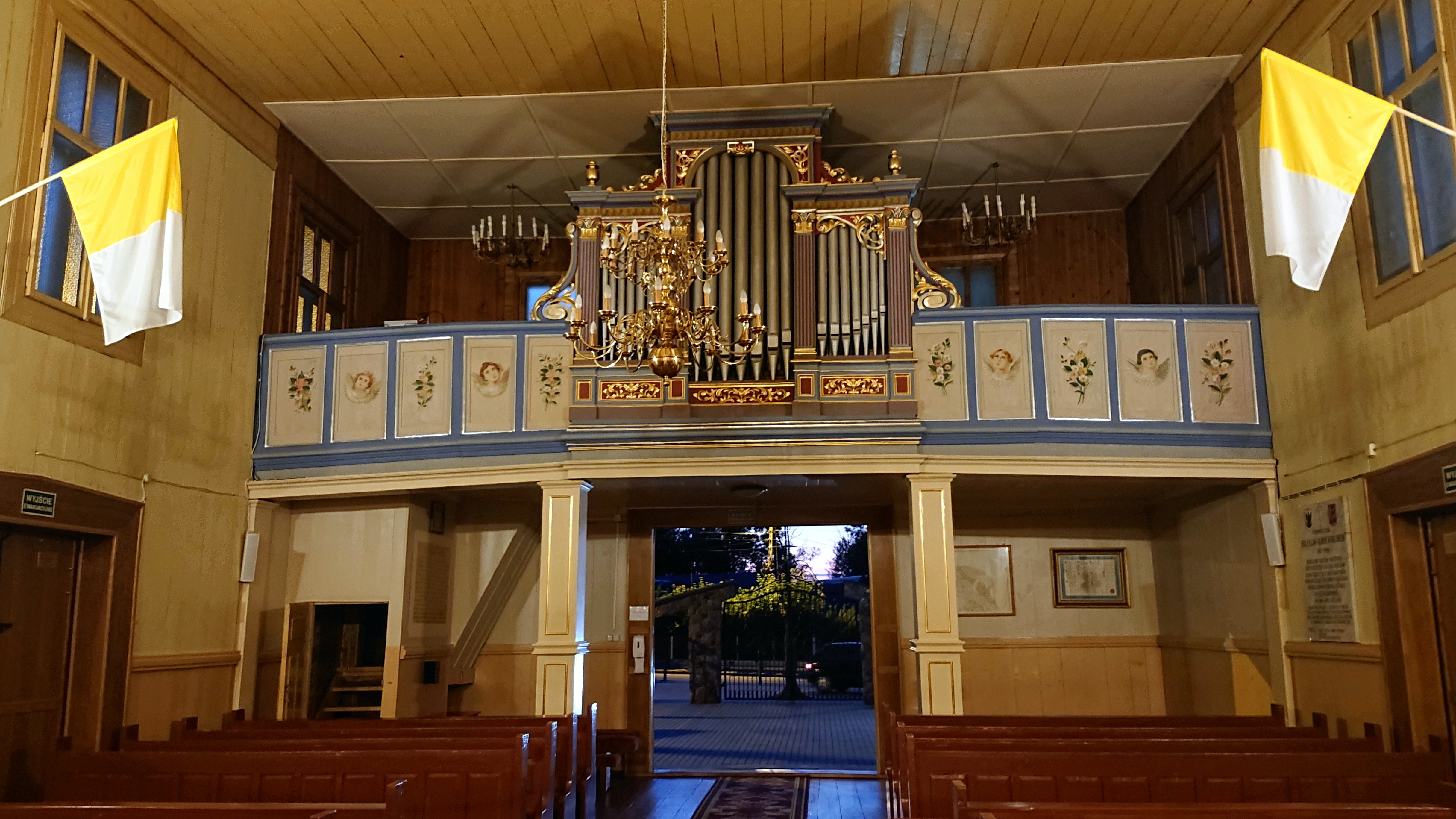
Chór muzyczny